# Швейцарский армейский нож
Швейцарский армейский нож фирмы «Victorinox»

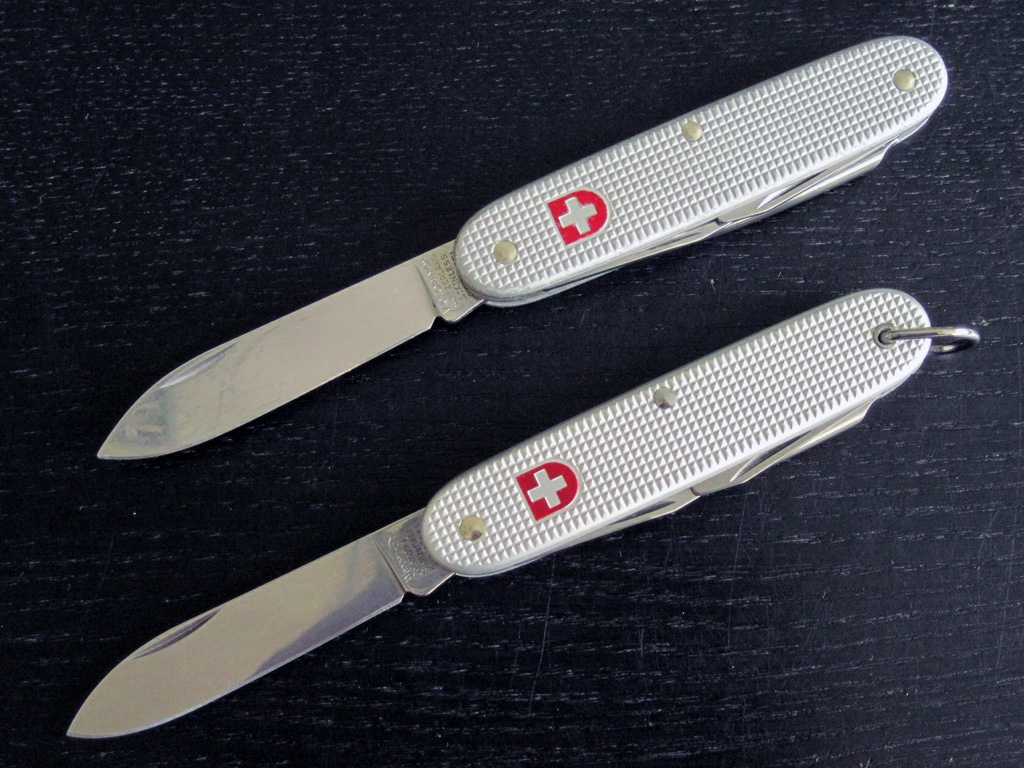
Швейцарские армейские ножи, модель 1961 года, модификации 1994 года, Victorinox 0.8610.26 и Wenger 1.70.01

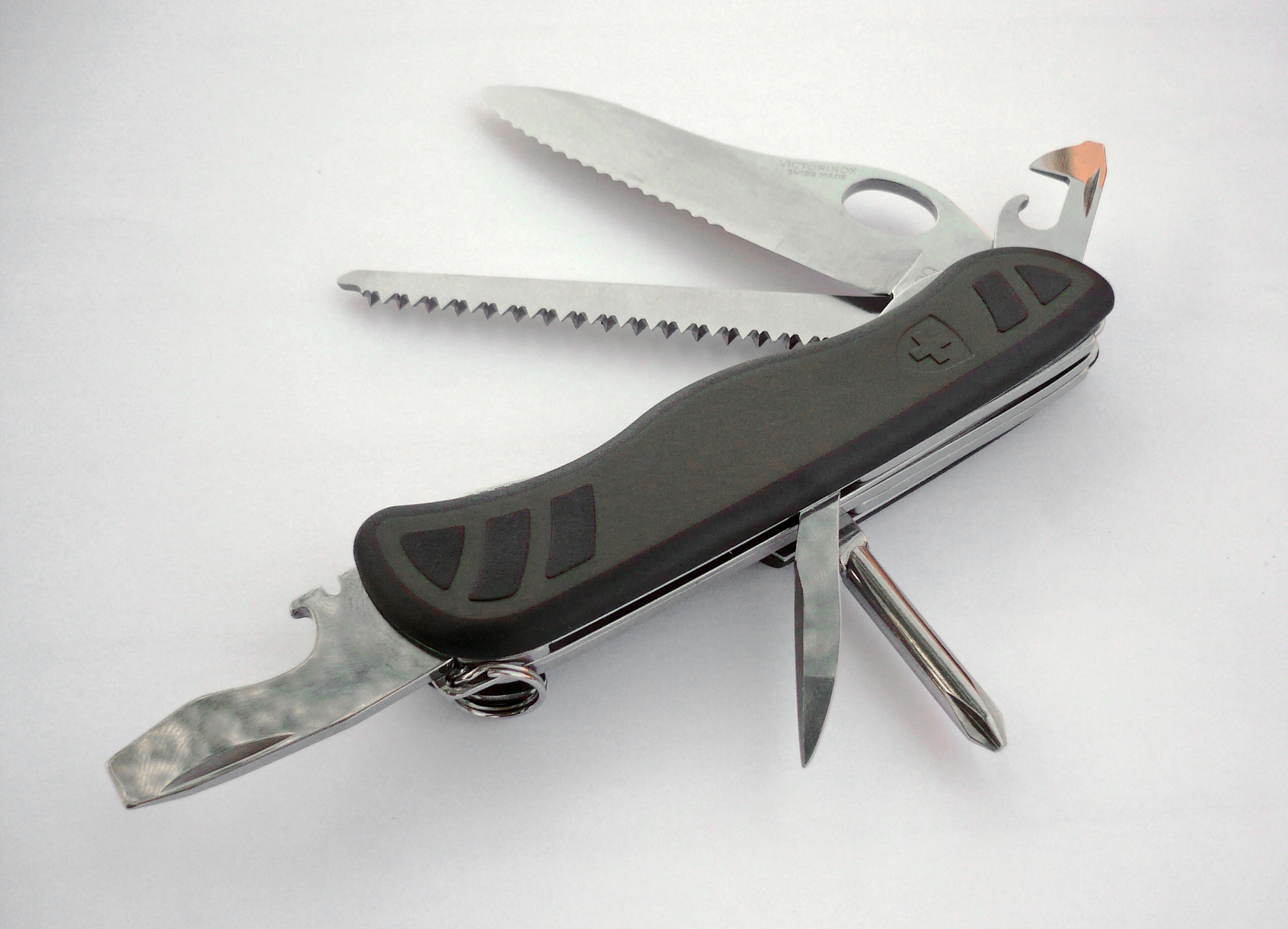
Швейцарский армейский нож Victorinox 0.8461.MWCH, модель 2008 года

Швейца́рский арме́йский нож (англ. Swiss Army knife, SAK) — многофункциональный складной нож — разновидность перочинного ножа, оснащённый клинком и несколькими дополнительными инструментами: отвёрткой, открывалками, штопором и прочим.
В нерабочем положении инструменты находятся внутри рукояти ножа и приводят в рабочее положение вращением за ногтевое углубление вокруг внутреннего шарнира. Рукоять, как правило, традиционно выполняют с пластиковыми накладками красного цвета. Модель ножа, поставлявшаяся в швейцарскую армию до 2009 года, имеет рукоять из алюминиевого сплава с изображением креста и щита, символизирующим герб Швейцарии.
Хотя нож носит название «армейский», его использовали в швейцарской армии не как оружие, а скорее как подсобный бытовой инструмент.
В других странах также выпускают ножи с похожей функциональностью и схожим внешним видом.

## Приспособления
- Штопор

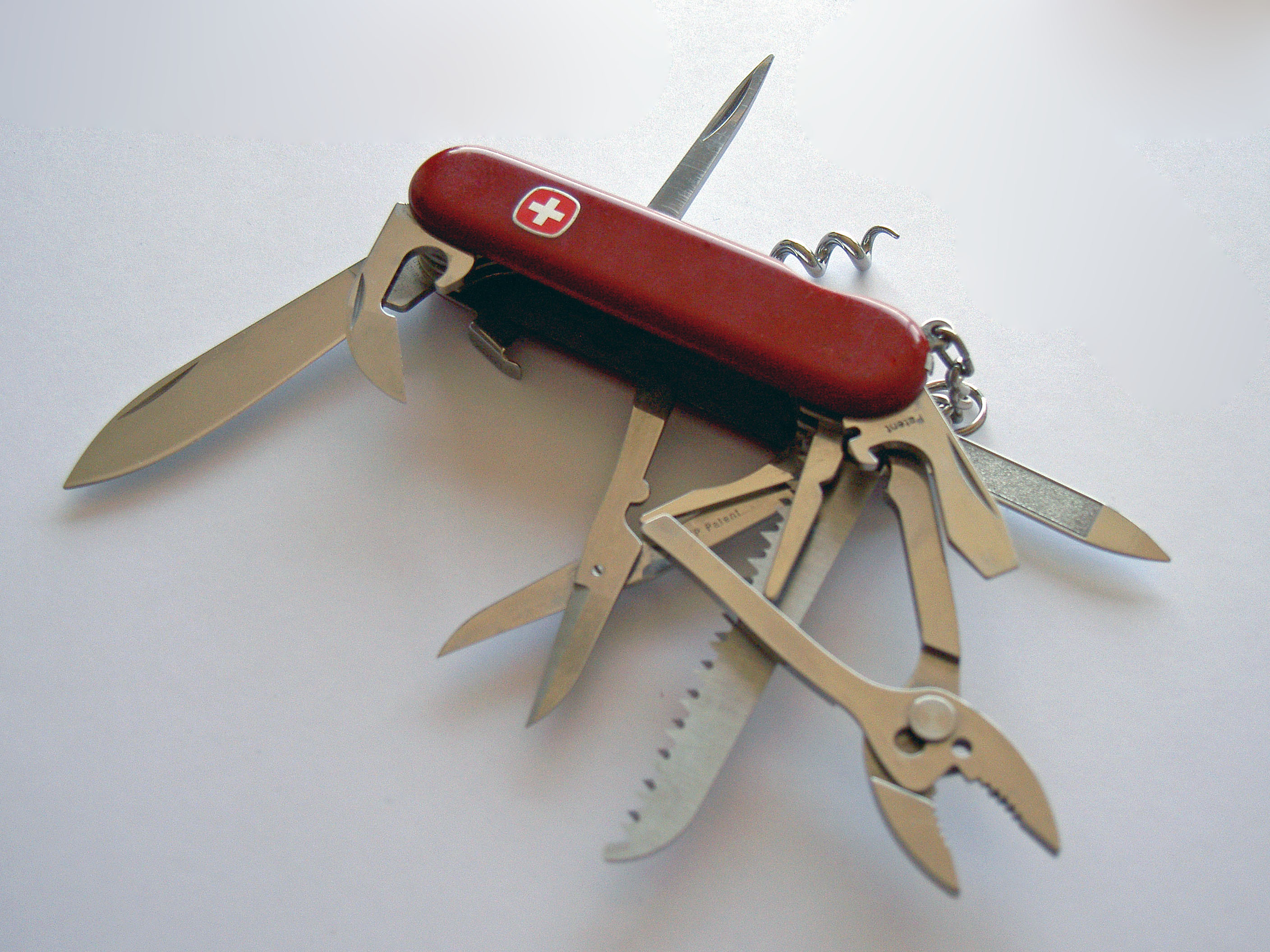
Швейцарский армейский нож фирмы «Wenger» (ныне поглощённой фирмой «Victorinox»)

- Открывалка пробок стеклянных бутылок
- Консервный нож
- Отвёртка большая плоская и/или крестовая
- Ножницы
- Шило (развёртка)
- Пила по дереву
- Крюк универсальный
- Кольцо для ключей
- Пинцет
- Зубочистка
- Отвёртка малая часовая
- Напильник
- Пассатижи
- Ложка

В современные ножи могут также быть встроены:
- Карта флеш-памяти с интерфейсом USB
- Электронные жидкокристаллические часы
- Электронный альтиметр
- Светодиод
- Лазерная указка
- Цифровой MP3-плеер

## История

### Происхождение

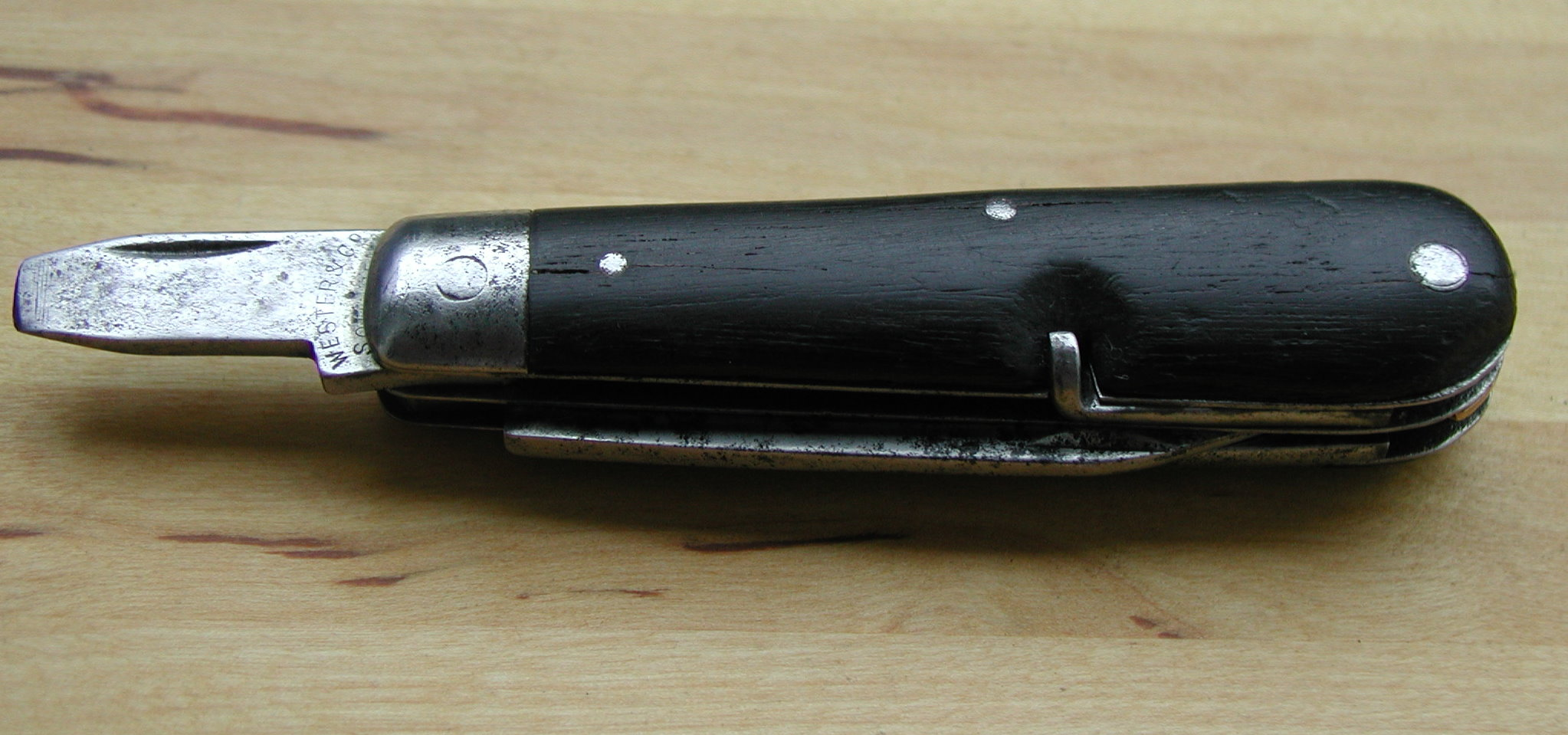
Первый швейцарский армейский нож, 1891

Прообразы швейцарского ножа существовали ещё в Древнем Риме, в III веке н. э.
В 1890-х годах Карл Элзенер — владелец компании по производству хирургического оборудования начал производить «солдатский» нож — предшественник современного швейцарского ножа. Он совмещал карманный складной нож и отвёртку, которая стала необходима швейцарскому солдату вместе с принятием на вооружение швейцарской армии новой винтовки Schmidt-Rubin M1889, требовавшей отвёртку для разборки. Первый подобный нож имел деревянную рукоять и был оснащён клинком, отвёрткой, открывалкой для консервов и шилом. Этот нож был закуплен швейцарской армией.
В 1896 году Элзенер создал нож, у которого с каждой стороны было по клинку. Специальный пружинный механизм удерживал их, при этом одна и та же пружина поддерживала оба клинка, что являлось нововведением на то время. Подобное устройство позволило удвоить количество инструментов. Элзенер, кроме второго клинка добавил штопор.
12 июня 1897 Элзенер запатентовал своё новое устройство.

### Victorinox и Wenger
Компания Элзенера «Victorinox» была основным игроком на рынке до 1893 года, когда вторая швейцарская компания по производству ножевых изделий Paul Boechat & Cie со штаб-квартирой в Делемоне во франкоязычном кантоне Юра начала продавать подобный продукт.
Эта компания была позже куплена Теодором Венгером, ставшим её главным управляющим, и позже переименована в Wenger Company.
В 1908 правительство Швейцарии разделило контракт поровну между Victorinox и Wenger, каждая из которых получила половину поставленных заказов.
По взаимному соглашению Wenger рекламировалась как «подлинный швейцарский армейский нож», а Victorinox — «оригинальный швейцарский армейский нож».
26 апреля 2005 года компания Victorinox приобрела Wenger и снова стала единственным поставщиком ножей швейцарской армии, но бренды временно остались отдельными.
C 2014 года выпуск ножей Wenger был прекращён.